# Принципи права
Принципи права — об'єктивно властиві праву відправні початку, незаперечні вимоги (позитивні зобов'язання), які ставляться до учасників суспільних відносин із метою гармонічного поєднання індивідуальних, групових і громадських інтересів. Іншими словами, це є своєрідна система координат, у рамках якої розвивається право, і одночасно вектор, який визначає напрямок його розвитку.
Принципи є підставою права, містяться у його змісті, виступають як орієнтири у формуванні права, відбивають сутність права та основні зв'язки, які реально існують у правовій системі. У принципах зосереджено світовий досвід розвитку права, досвід цивілізації.
Принципи права визначають шляхи вдосконалення правових норм, виступаючи як керівні ідеї для законодавця. Вони є сполучною ланкою між основними закономірностями розвитку, функціонування суспільства і правовою системою. Завдяки принципам, правова система адаптується до найважливіших інтересів і потреб людини і суспільства.

## Ознаки принципів права
1. Вони є концентрованим виразом сутнісних рис та цінностей, що притаманні певній системі права.
2. Мають найбільш загальний характер.
3. Визначають змістовний характер системи права та її системних підрозділів, а також напрямки їх подальшого розвитку.
4. Мають пріоритет над нормами права.
5. Порівняно з правовими нормами, відрізняються більшою стійкістю. Іншими словами, вони залишаються незмінними протягом тривалого часу.
6. Виступають як загальне мірило поведінки, не вказуючи права та обов'язки.
7. Зазвичай фіксуються в зовнішніх формах (джерелах) права; можуть застосовуватися і як неписані.
8. Важливою формою їхнього виявлення виступає судова практика.

## Класифікація принципів права

### За формою нормативного виразу
- Закріплені у внутрішньодержавних деклараціях.
- Закріплені у джерелах міжнародного права.
- Закріплені в конституціях.
- Закріплені в поточному законодавстві.

### За сферою дії
- Загальні — це принципи, що притаманні праву в цілому, діють в усіх галузях та інститутах права.
- Галузеві
- Міжгалузеві
- Принципи окремих інститутів права — діють у межах однорідних суспільних відносин, що регулюються нормами окремого інституту. Становлять цілком самостійну наукову категорію і виступають конкретизуючим елементом системи загальних принципів права.

### За змістом
- Загальносоціальні.
- Спеціально-юридичні.

### Основні принципи права
- Основоположні принципи.

Основоположні (загальнолюдські, цивілізаційні) принципи права безпосередньо визначаються досягнутим рівнем розвитку людства (політичним, економічним, соціальним, моральним тощо) і мають виступати універсальним критерієм та всезагальними вимогами до становлення національних правових систем.
Статут Міжнародного Суду згідно зі ст. 38 оперує категорією «загальні принципи права, визнані цивілізованими націями», які характерні лише для держав з демократичною і гуманістичною орієнтацією.
В основі кожного принципу права, — зазначає С. Погребняк, –  лежить певна ідея: спочатку вона виникає лише спорадично як мрії окремих розумів чи легкий відтінок інших форм духовності; поволі вона втілюється в соціальних практиках, поступово набуваючи визнання і вимагаючи реформ існуючого порядку. Загальні ідеї є рушійною силою, що веде суспільство від одного стану до іншого… Принцип спрямовані на утвердження, забезпечення та захист суспільних цінностей, нерідко ґрунтуються на «природній справедливості, тому традиційно пов'язуються з концепцією природного права і символізують дух права. Вони мають найбільш загальний, абстрактний характер. Вони визначають зміст системи права та її структурних елементів, а також напрямки їх подальшого розвитку, є  свого роду стрижнем, родзинками юридичних конструкцій. Вони ніби розчинені в праві і пронизують його норми і інститути. Вони мають пріоритет над іншими нормами права і більшу стійкість». Отже, принципи права — «це найбільш загальні і стабільні вимоги, які сприяють утвердженню та захисту суспільних цінностей, визначають характер права та напрями його подальшого розвитку».
Прогресивна правова думка сформулювала загальні засади, які є об' єктивно необхідними, реалізуються через принципи організації і функціонування всієї соціальної системи, включаючи правову. До них належать:
1. Принцип справедливості, який має бути розглянутий в трьох аспектах:
  1. Формальна справедливість, яка природно присутня в самому понятті права, яка має демонструвати безсторонність та послідовність, як при виробленні, так і застосуванні правил. Ця ідея втілюється в принципі формальної рівності.
  2. Змістовна справедливість, яка втілюється в такому загальному принципі права як принцип пропорційності.
  3. Процедурна справедливість, що вимагає додержання процедурних правил, спрямованих на забезпечення справедливості результату, незалежно від інших обставин
2. Принцип рівності, який виходить з того, що всі, хто знаходиться в однаковому становищі мають рівні права, свободи та обов'язки, і є рівними перед судом та законом, але права, свободи та обов'язки є різними, коли право враховує розумні й об'єктивні відмінності між особами (здійснює диференціацію), або створює тимчасові сприятливі умови для певної категорії осіб, з метою компенсації наявної фактичної нерівності.
3. Принцип свободи, який обумовлює такі вимоги, що мають бути втілені в праві: принцип «дозволено все, що не заборонено законом»; принцип поваги і непорушності прав людини; принцип автономії; принцип плюралізму; принцип толерантності; принцип субсидіарності та ін. Згідно з цим принципом право:
  1. Ґрунтується на визнанні свободи беззаперечною соціальною цінністю.
  2. Послідовно втілює її ідею у своїх принципах та інститутах.
  3. Закріплює легітимовану міру свободи.
  4. За допомогою юридичних засобів захищає її від будь-яких порушень.
4. Принцип гуманізму, вимогою якого є концентрування права навколо людини, її цінностей та інтересів, забезпечення їх юридичної захищеності, створення умов для людського розвитку.[3]

### Загальні принципи права
Вони характерні для права в цілому, визначають якісні особливості всіх правових норм національної правової системи незалежно від специфіки регульованих ними суспільних відносин. Вони діють у всіх галузях права, через що їх називають загальними (за обсягом), або основними. До них належать:
1. Принцип правової визначеності, згідно з яким суб'єкти повинні мати змогу планувати свої дії із впевненістю, що знають про їх правові наслідки, тобто застосування актів повинно бути передбачуваним для індивідів.
2. Принцип пропорційності, відповідно до якого правові обмеження повинні переслідувати істотну й легітимну мету, і при цьому мають бути об'єктивно виправданими, обґрунтованими.
3. Принцип добросовісності — принцип, який передбачає необхідність сумлінної та чесної поведінки суб'єктів при виконанні своїх юридичних обов'язків і здійсненні своїх суб'єктивних прав.
4. Принципи законності — це система керівних положень та ідей, що визначають природу законності, її місце у суспільстві та у системі інших правових категорій. Ці ідеї обумовлені закономірностями суспільного розвитку, є засобом формування мотивів правомірної поведінки та переконання суб'єктів з приводу необхідності дотримання законів, вони відображають ставлення суспільства до нормативно-правових актів; опосередковано регулюють суспільні відносини, сприяють дотриманню та виконанню правових приписів всіма суб'єктами права; забезпечують єдину ідейну основу законності та єдність її природи; характеризують місце законності у системі правових категорій та призначення у системі регулювання суспільних відносин.[4]

Разом із загальними принципами права існують міжгалузеві та галузеві принципи права. Насамперед ці принципи досліджуються галузевими юридичними науками.
Галузеві — своєрідна система координат, у рамках якої розвивається певна галузь права, і одночасно вектор, що визначає напрямок розвитку цієї галузі. Властиві конкретній галузі права (наприклад, принцип рівності сторін у майнових відносинах — у цивільному праві; рівності держав, поважання державного суверенітету, невтручання у внутрішні справи держави та ін. — у міжнародному публічному праві).
Міжгалузеві — принципи, властиві кільком спорідненим галузям права (наприклад, принципи гласності та змагальності сторін судового розгляду — в кримінально-процесуальному та цивільно-процесуальному праві; принципи недоторканності власності, свободи економічної діяльності, свободи укладати договір, необхідності конкуренції та заборони монополізації — у підприємницькому та банківському праві).

## Рекомендована література
- Бахновська І. П. Риси принципів права: теоретичні аспекти / І. П. Бахновська // Науковий вісник Ужгородського національного університету : Серія: Право / гол. ред. Ю.М. Бисага. – Ужгород: Видавничий дім «Гельветика», 2013. – Вип. 23. Ч. 1. Т. 1. – С. 18–22.
- Зайчук О.В. Принципи права в контексті розвитку загальної теорії держави і права / О.В. Зайчук // Альманах права. — 2012. — Вип. 3. — С. 22-28.
- Козюбра М. І. Принципи права: методологічні підходи до розуміння природи та класифікації в умовах сучасних глобалізаційних трансформацій / М. І. Козюбра // Право України : юридичний журнал. - 2017. - Вип. 11.- С. 142-164.
- Корнієнко Михайло; Тертишник Володимир. Принципи права в розв’язанні юридичних колізій. In: Supremația Dreptului. 2017, nr. 2, pp. 10–16.
- Осадчук С.С. Застосування принципів права у правотворчому та правозастосовному процесах // Наше право. - 2012. – №3. – ч.3. – С.32 - 37.
- Поляничко А. О. До питання про принципи та норми права / А. О. Поляничко // Науковий вісник Ужгородського національного університету : Серія: Право / гол. ред. Ю.М. Бисага. – Ужгород : Гельветика, 2013. – Вип. 22. Т.1№Ч.1. – С. 71–73.
- Сунєгін С.О. Основоположні принципи права: загальна характеристика та деякі аспекти реалізації / С.О. Сунєгін // Альманах права. — 2012. — Вип. 3. — С. 275-279.
- Тихомиров О.Д. Принципи права в компаративістському контексті / О.Д. Тихомиров // Альманах права. — 2012. — Вип. 3. — С. 52-57.
- Юхимюк О. Способи викладу принципів права у нормативно-правових актах / О. Юхимюк // Історико-правовий часопис: журнал / упоряд. О. Крикунов. – Луцьк: Східноєвроп. нац. ун-т ім. Лесі Українки, 2014. − № 2 (4). − С. 23-27